# 스기타역 (후쿠시마현)
스기타역(일본어: 杉田駅)은 일본 후쿠시마현 니혼마쓰시에 있는 동일본 여객철도 도호쿠 본선의 역이다. 상대식 승강장 2면 2선의 구조를 지닌 지상역이며, 니혼마쓰역이 관리하고 있다.

## 타는 곳
| 1 | ■ 도호쿠 본선 | (하행) | 후쿠시마 · 센다이 방면   |
| 2 | ■ 도호쿠 본선 | (상행) | 고리야마 · 구로이소 방면 |

## 역 주변
- 니혼마쓰 시청 스기타 주민센터
- JA 미치노쿠 아다치스기타 지점
- 국도 제4호선

## 역사
- 1948년 12월 19일 : 개업.
- 1984년 12월 1일 : 무인화.
- 1987년 4월 1일 : 민영화에 의해, 동일본 여객철도로 이관.
- 2009년 3월 14일 : IC 카드 'Suica' 서비스 개시.

## 인접 정차역
| 도호쿠 본선            | 도호쿠 본선   | 도호쿠 본선            |
| ---------------------- | ------------- | ---------------------- |
| 모토미야 구로이소 방면 | ■ 도호쿠 본선 | 니혼마쓰 후쿠시마 방면 |